# Strangers in Paradise
Strangers In Paradise – ósmy album studyjny brytyjskiego zespołu pop-rockowego Smokie, który ukazał się w Wielkiej Brytanii w 1981 roku nakładem wytwórni RAK Records pod numerem SRAK 546.

## Lista utworów
| #  | Tytuł                       | Autorzy                         | Czas |
| -- | --------------------------- | ------------------------------- | ---- |
| A1 | "Introduction"              | melodia tradycyjna              | 0:18 |
| A2 | "Love Remains A Stranger"   | Richard Supa                    | 3:56 |
| A3 | "Falling For You"           | Alan Silson, Terry Uttley       | 3:48 |
| A4 | "Yesterday’s Dreams"        | Chris Norman, Pete Spencer      | 3:11 |
| A5 | "Come On Home"              | Silson, Uttley                  | 3:54 |
| A6 | "Can You Feel My Heartbeat" | Norman, Spencer                 | 3:33 |
| B1 | "Two Stranger Falling"      | R. Snyder                       | 3:40 |
| B2 | "You’ll Be Lonely Tonight"  | Norman, Spencer                 | 3:08 |
| B3 | "Mirror, Mirror"            | Silson, Uttley                  | 4:05 |
| B4 | "Now It’s Too Late"         | Norman, Spencer                 | 3:33 |
| B5 | "Long Way From Home"        | Silson, Uttley                  | 4:06 |
| B6 | "Stranger In Paradise"      | Silson, Norman, Spencer, Uttley | 2:38 |

## Skład muzyków na płycie
- Chris Norman – gitara elektryczna, gitara akustyczna, śpiew, chórki, fortepian, organy
- Terry Uttley – gitara basowa, śpiew, chórki
- Pete Spencer – perkusja, instrumenty perkusyjne
- Alan Silson – gitara elektryczna, gitara akustyczna, śpiew, chórki